# Sapfo
 "Sappho" omdirigeres hertil. For andre betydninger af Sappho, se Sappho (flertydig).
Sapfo eller Sappho (født ca. 630-612 f.Kr., død ca. 570 f.Kr.) er oldtidens mest kendte kvindelige digter og en af de ni kanoniske græske lyrikere. Hun levede på øen Lesbos og digtede på den æoliske dialekt. En del af hendes digte handler om kærlighed til kvinder, og Sapfos digtning på øen Lesbos har derfor lagt navn til den lesbiske kærlighed.

## Liv
Senere kilder fortæller adskillige detaljer om Sapfos liv, men det er uvist, hvor meget der er ægte, og hvor meget der beror på videredigtninger af oplysninger fundet i hendes digte.
Hun skal tilhøre en gammel mytilensk adelsfamilie, men måtte flygte til Sicilien af politiske grunde. Ca. 591 f.Kr. vendte hun tilbage til Lesbos og dannede en skole for unge piger, som hun underviste i musik og dans.
Det byzantinske leksikon Suda oplyser, at Sapfo var gift med en handelsmand ved navn Kerkylas, med hvem hun fik datteren Kleis. Suda fortæller også, at hun havde tre veninder Atthis, Telesippa og Megara, "som hun blev beskyldt for at nære en skændig kærlighed til".
En anden tradition fortæller, at hun var ulykkelig forelsket i færgemanden Phaon og til sidst tog livet af sig selv ved at kaste sig ud fra en klippe. Ovid har skrevet et digt, der skal forestille et kærlighedsbrev fra Sapfo til Phaon.
I hendes egne digte er hendes navn skrevet Psapfō (Ψάπφω)

## Digtning
I antikken kendte man ni bøger (dvs. bogruller) med digte af Sapfo. Det meste er imidlertid gået tabt og kendes kun som fragmenter i egyptiske papyri eller citater hos senere forfattere. Det drejer sig om hymner, bryllupsdigte og kærlighedsdigte.
Sapfo er antikkens vigtigste kvindelige forfatter, berømt for sin klare og udtryksfulde sprog. I et epigram tilskrevet Platon bliver hun ligefrem kaldt for den tiende muse. Den romerske digter Catul gav sin elskerinde pseudonymet Lesbia med henvisning til Sapfo og forfattede en gendigtning af ét af Sapfos digte. Horats tog ligeledes Sapfo som et af sine forbilleder.
Det sapfiske vers er opkaldt efter Sapfo, fordi hun havde en forkærlighed for denne verseform.
Hun regnes for sammen med sin samtidige Alkaios at have grundlagt jeg-lyrikken som kunstart, som i digtet "Midnat":
Gået under er nu Selene,
Syvstjernen med; men midnat
er inde, og tiden går,
og her ligger jeg, alene.
Nerven i denne enkle, vemodige strofe ligger i ordet "men" (udeladt fra flere oversættelser), der markerer forskellen mellem de skiftende himmellegemer, der "går under", i kontrast til det Jeg, som vedvarer i sin ensomhed.

## Fragment 1
Et af Sapfos digte er overleveret både fuldstændigt som citat hos Dionysios af Halikarnassos og tillige (mindre fuldstændigt) i en egyptisk papyrus. I oversættelse lyder det:
Afrodite på den kulørte trone,
Zeus' forslagne datter, jeg be’r dig, frue,
plag mig ikke med ubehageligheder
eller med sorger.

Nej, kom hid – hvis du da har hørt mig ellers
før i tiden, adlydt min fjerne stemme,
spændt din kærre for og forladt din faders
gyldne gemakker

for at ta’ herned; og du har ladt dig trække
af de smukke spurve der blafred' hurtigt
ned fra himlen tværs gennem atmosfæren
højt over jorden.

Med det samme var de på pletten, guddom,
og du smilte i dit udødelige ansigt,
spurgte hvad det nu var jeg fejled', hvad det
nu var jeg bad om,

hvad det nu var jeg i mit vanvid ville
skulle hænde. "Hvem skal jeg nu få til at
bli’ forelsket i dig? Hvem er det, Sapfo,
der gør dig uret?

Render hun sin vej, vil hun snart forfølge,
si'r hun nej til gaver, så skal hun give,
 vil hun ikke elske, så skal hun elske
 uden at ville."

Også denne gang skal du komme til mig,
red mig i de svare problemer, opfyld
hvad mit hjerte ønsker, og vær min egen
medsammensvorne.